# Чемпионат Федерации футбола Южной Азии 2021
Чемпионат Федерации футбола Южной Азии 2021 — 13-й розыгрыш чемпионата Федерации футбола Южной Азии, турнира, проводимого каждые два года среди национальных сборных, входящих в состав ФФЮА. Изначально должен был пройти в 2020 году в Пакистане, однако позднее был перенесён на сентябрь 2021 года в Бангладеш, но из-за пандемии COVID-19 чемпионат был отложен до октября, а принимающей стороной стали Мальдивы.

## Выборы организаторов
В марте 2018 года ФИФА сняла ограничения на деятельность Федерации футбола Пакистана, и уже в апреле того же года Федерация футбола Южной Азии заявила, что чемпионат ФФЮА-2020 пройдёт именно в Пакистане. Однако позднее председатель ФФЮА Кази Салахуддин и генеральный секретарь организации Анварук Хак Хелаль при поддержке семи стран-участниц приняли решение провести региональный турнир в Бангладеш в сентябре 2020 года.
Проведению чемпионата в 2020 году помешала вспышка пандемии COVID-19, в результате чего он был перенесён на сентябрь 2021 года.

## Место проведения
Все матчи турнира прошли на Национальном футбольном стадионе в Мале.
| Мале                            | Мале |
| ------------------------------- | ---- |
| Национальный футбольный стадион | Мале |
| Вместимость: 11 850             | Мале |
|                                 | Мале |

## Участники
В апреле 2021 года ФИФА приостановила деятельность Федерации футбола Пакистана, что стало причиной отстранения сборной этой страны от международных матчей и, в частности, невозможности принятия её участия в чемпионате ФФЮА. Из-за неофициального запрета правительства Бутана на выезд национальной футбольной команды, связанного с риском заражения COVID-19, возможность участия сборной этой страны в турнире изначально была неопределена. За месяц до старта турнира официально было сообщено, что бутанцы пропустят чемпионат ФФЮА-2021. Остальные члены Федерации футбола Южной Азии приняли участие в соревновании.
| Команда   | Участие | Лучший результат                                   | Рейтинг ФИФА (на 16 сентября 2021) |
| --------- | ------- | -------------------------------------------------- | ---------------------------------- |
| Бангладеш | 12      | Чемпион (2003)                                     | 189                                |
| Индия     | 13      | Чемпион (1993, 1997, 1999, 2005, 2009, 2011, 2015) | 107                                |
| Мальдивы  | 11      | Чемпион (2008, 2018)                               | 158                                |
| Непал     | 13      | 3-е место (1993)                                   | 168                                |
| Шри-Ланка | 13      | Чемпион (1995)                                     | 205                                |

## Групповой этап
После отстранения сборной Пакистана и отказа от участия сборной Бутана формат турнира пришлось изменить: пять команд сыграли друг с другом по одному матчу, две лучшие сборные выходили в финал.

### Таблица
| Поз | Команда      | И | В | Н | П | МЗ | МП | РМ | О | Квалификация  |
| --- | ------------ | - | - | - | - | -- | -- | -- | - | ------------- |
| 1   | Индия        | 4 | 2 | 2 | 0 | 5  | 2  | +3 | 8 | Выход в финал |
| 2   | Непал        | 4 | 2 | 1 | 1 | 5  | 4  | +1 | 7 | Выход в финал |
| 3   | Мальдивы (Х) | 4 | 2 | 0 | 2 | 4  | 4  | 0  | 6 |               |
| 4   | Бангладеш    | 4 | 1 | 2 | 1 | 3  | 4  | −1 | 5 |               |
| 5   | Шри-Ланка    | 4 | 0 | 1 | 3 | 2  | 5  | −3 | 1 |               |

### Матчи
| Шри-Ланка | 0:1     | Бангладеш         |
| --------- | ------- | ----------------- |
|           | (отчёт) | Барман 56′ (пен.) |

| Непал     | 1:0     | Мальдивы |
| --------- | ------- | -------- |
| Данги 86′ | (отчёт) |          |

| Бангладеш  | 1:1     | Индия     |
| ---------- | ------- | --------- |
| Арафат 74′ | (отчёт) | Четри 26′ |

| Шри-Ланка                               | 2:3     | Непал                              |
| --------------------------------------- | ------- | ---------------------------------- |
| - Хэмилтон 57′ - Де Сильва 90+4′ (пен.) | (отчёт) | - Лама 33′ - Биста 51′ - Галан 86′ |

| Индия | 0:0     | Шри-Ланка |
| ----- | ------- | --------- |
|       | (отчёт) |           |

| Мальдивы                         | 2:0     | Бангладеш |
| -------------------------------- | ------- | --------- |
| - Мохамед 55′ - Ашфак 74′ (пен.) | (отчёт) |           |

| Мальдивы   | 1:0     | Шри-Ланка |
| ---------- | ------- | --------- |
| - Ашфак 6′ | (отчёт) |           |

| Непал | 0:1     | Индия     |
| ----- | ------- | --------- |
|       | (отчёт) | Четри 82′ |

| Бангладеш | 1:1     | Непал            |
| --------- | ------- | ---------------- |
| Реза 9′   | (отчёт) | Биста 88′ (пен.) |

| Индия                        | 3:1     | Мальдивы         |
| ---------------------------- | ------- | ---------------- |
| - Сингх 33′ - Четри 62′, 71′ | (отчёт) | Ашфак 45′ (пен.) |

## Финал
| Индия                                    | 3:0     | Непал |
| ---------------------------------------- | ------- | ----- |
| - Четри 49′ - Вангджам 50′ - Самад 90+1′ | (отчёт) |       |

## Чемпион
| Чемпион ФФЮА по футболу 2021 |
| Индия Восьмой титул          |

## Награды
| Лучший игрок | Лучший бомбардир | Награда фейр-плей |
| ------------ | ---------------- | ----------------- |
| Сунил Четри  | Сунил Четри      | Мальдивы          |